# Gefährliche Mission (1945)
Gefährliche Mission (Originaltitel: Pursuit to Algiers) ist ein US-amerikanischer Kriminalfilm aus dem Jahr 1945. Es ist die zwölfte Produktion aus der Filmreihe der Universal Pictures mit Basil Rathbone als Sherlock Holmes und Nigel Bruce als Dr. Watson.

## Handlung
Als sich Sherlock Holmes und Dr. Watson zu einer Urlaubsreise aufmachen wollen, erhalten sie eine geheimnisvolle Einladung. Holmes, neugierig geworden, nimmt die Einladung an. Er trifft mit dem Premierminister des fiktiven Staates Rovinia zusammen, der ihn darum ersucht, den Thronfolger, Prinz Nikolas, dessen Vater ermordet wurde, nach Hause zu begleiten. Ein Flug wird gebucht, doch Probleme führen dazu, dass nur der Prinz und Holmes an Bord steigen können. Der protestierende Watson soll mit dem Passagierdampfer Friesland nach Algier folgen.
Während der Reise liest Watson die Meldung, dass das Flugzeug, in dem sich Holmes und der Prinz befinden, in den Pyrenäen abgestürzt sei. Es bestehe keine Hoffnung, Überlebende zu finden. Holmes, der eine Abneigung hat, Plänen zu folgen, die andere gemacht haben, ist jedoch mit Nikolas ebenfalls an Bord des Schiffes gegangen. Er stellt den Prinzen den anderen Passagieren gegenüber als Watsons Neffe vor.
Watson verdächtigt der Einfachheit halber alle, mögliche Killer zu sein. Auch die amerikanische Sängerin Sheila Woodbury, die sportbegeisterte Agatha Dunham und ein verschwiegenes Pärchen geraten unter Watsons Verdacht. Doch erst in Lissabon steigen die wirklichen Attentäter an Bord: Gregor, der Messerwerfer Mirko und der stumme und schwerfällige Gubec.
Mirko verübt ein Attentat auf Holmes, indem er ein Messer durch ein Bullauge nach Holmes wirft. Auch Gregors Versuch eines Sprengstoffanschlags während einer Feier der wohlhabenden Agatha Dunham wird von dem Detektiv vereitelt. In Algier angekommen, können die drei Attentäter den Prinzen entführen. Doch Holmes stellt klar, dass die Kidnapper den Falschen erwischt haben. Der vermeintliche Prinz war ein Köder, der echte Nikolas war die ganze Zeit als Steward auf dem Schiff beschäftigt.

## Kritiken
„[…] einer der schwächsten Beiträge der Reihe.“

„Ziemlich fader Stoff.“

## Hintergrund
Der Film wurde am 26. Oktober 1945 uraufgeführt.
Grundlage für das Drehbuch von Leonard Lee waren Motive aus den Erzählungen von Arthur Conan Doyle, die 1904 unter dem Titel The Return of Sherlock Holmes erschienen (in Deutschland als Die Rückkehr des Sherlock Holmes – ISBN 3-251-20018-6 – veröffentlicht).
Während Marjorie Riordan in der Rolle der Sängerin Sheila Woodbury zwei Lieder  von Everett Carter und Milton Rose (There Isn't Any Harm in That und Cross My Heart) und eines von Robert Burns und Alexander Hume (Flow Gently, Sweet Afton) sang, gab auch Nigel Bruce (Dr. Watson) sein Gesangsdebüt, indem er das schottische Folklorelied Loch Lomond sang.

## Deutsche Synchronisation
Die deutsche Synchronfassung entstand 1969 beim Deutschen Fernsehfunk in der  DDR und wurde am 6. Juni 1969 erstausgestrahlt. Die Hauptrollen sprachen Walter Niklaus (Sherlock Holmes) und Alfred Bohl (Dr. Watson). In der deutschen Synchronisation tritt eine Gruppe von Wissenschaftlern an Holmes heran. Nikolas ist in dieser Version kein Prinz, sondern der Sohn eines hochrangigen Wissenschaftlers.
In der Bundesrepublik erschien er erstmals am 13. November 1983 im Fernsehen.